# Elizabeth Herbert
Elizabeth Herbert, Countess of Pembroke, född 1737, död 1831, var en engelsk hovfunktionär.
Hon var hovdam (lady of the Bedchamber) till Storbritanniens drottning Charlotte av Mecklenburg-Strelitz 1783–1818. 
Hon levde separerad från sin make, som hade lämnat henne 1762. Hon fick 1788 ett eget bostadshus av kungen. Kung George III var attraherad av henne, och under hans psykiska sjukdomsperiod 1788 utsatte han henne för sexuella trakasserier. 
Hon porträtteras i filmen Den galne kung George, som också visar hur kungen antastar henne under sin sjukdom. 